# Варварівка (Новобузький район)
Варварівка — колишнє село в Новобузькому районі Миколаївської області.

## Стислі відомості
Станом на 1946-й і по 1 січня 1987 року підпорядковувалось Розанівській сільській раді.
В часі Голодомору 1932—1933 років від нелюдської смерті помирали люди. Кількість жертв не встановлена..